# 2013–2014-es magyar női röplabdabajnokság
A 2013–2014-es magyar női röplabdabajnokság a hatvankilencedik magyar női röplabdabajnokság volt. A bajnokságban tizenhárom csapat indult el, az előző évi második helyezett az osztrák, magyar, szlovák és szlovén csapatok részvételével tartott Közép-európai Ligában szerepelt, a többiek két kört játszottak (a junior válogatott csak egy kört játszott). Az alapszakasz után a Közép-európai Ligában szereplő csapat és az 1-7. helyezettek play-off rendszerben játszottak a végső helyezésekért, míg a 8-12. helyezettek az addigi pontjaikat megtartva egymás közt még két kört játszottak a 9-12. helyért.
A BSE megszűnt, a szakosztályt átvette az MTK.

## Alapszakasz
| #   | Csapat                           | M  | Gy | GyD | VD | V  | Sz+ | Sz- | P  |
| --- | -------------------------------- | -- | -- | --- | -- | -- | --- | --- | -- |
| 1.  | Vasas SC-Óbuda                   | 21 | 16 | 4   | 0  | 1  | 61  | 16  | 56 |
| 2.  | Aluprof-Testnevelési Főiskola SE | 21 | 17 | 2   | 1  | 1  | 59  | 12  | 56 |
| 3.  | Linamar-Békéscsabai RSE          | 21 | 16 | 0   | 0  | 5  | 49  | 17  | 48 |
| 4.  | Újpesti TE                       | 21 | 15 | 1   | 0  | 5  | 19  | 24  | 47 |
| 5.  | Fatum-NRK Nyíregyháza            | 21 | 9  | 2   | 2  | 8  | 42  | 37  | 33 |
| 6.  | MTK-Budapest                     | 21 | 6  | 1   | 4  | 10 | 35  | 44  | 24 |
| 7.  | 1. MCM-Diamant Kaposvári Egyetem | 21 | 5  | 3   | 2  | 11 | 32  | 46  | 23 |
| 8.  | Albrecht-Miskolci VSC-MVSI       | 21 | 6  | 2   | 1  | 12 | 30  | 45  | 23 |
| 9.  | Palota RSC                       | 21 | 7  | 0   | 1  | 13 | 27  | 46  | 22 |
| 10. | Junior válogatott                | 11 | 5  | 1   | 1  | 4  | 21  | 20  | 18 |
| 11. | Veszprémi Egyetem SC             | 21 | 1  | 2   | 2  | 16 | 14  | 59  | 9  |
| 12. | Vasi Sport Akadémia              | 21 | 0  | 0   | 4  | 17 | 10  | 63  | 4  |

* M: Mérkőzés Gy: Győzelem GyD: Győzelem döntő szettben VD: Vereség döntő szettben V: Vereség Sz+: Nyert szett Sz-: Vesztett szett P: Pont

## Rájátszás

### 1–8. helyért
Negyeddöntő: TEVA-Gödöllői RC–1. MCM-Diamant Kaposvári Egyetem 3:1, 3:0, 3:0 és Vasas SC-Óbuda–MTK-Budapest 3:0, 3:1, 3:0 és Aluprof-Testnevelési Főiskola SE–Fatum-NRK Nyíregyháza 3:0, 3:0, 3:0 és Linamar-Békéscsabai RSE–Újpesti TE 3:1, 3:0, 3:0
Elődöntő: TEVA-Gödöllői RC–Linamar-Békéscsabai RSE 2:3, 1:3, 0:3 és Vasas SC-Óbuda–Aluprof-Testnevelési Főiskola SE 3:0, 3:0, 3:0
Döntő: Vasas SC-Óbuda–Linamar-Békéscsabai RSE 0:3, 1:3, 2:3
3. helyért: TEVA-Gödöllői RC–Aluprof-Testnevelési Főiskola SE 3:0, 3:1, 3:0
5–8. helyért: Újpesti TE–1. MCM-Diamant Kaposvári Egyetem 3:0, 3:2 és Fatum-NRK Nyíregyháza–MTK-Budapest 3:0, 1:3, 0:3
5. helyért: Újpesti TE–MTK-Budapest 3:1, 1:3, 1:3
7. helyért: Fatum-NRK Nyíregyháza–1. MCM-Diamant Kaposvári Egyetem 3:0, 2:3, 3:1

### 9–12. helyért
| #   | Csapat                     | M  | Gy | GyD | VD | V  | Sz+ | Sz- | P  |
| --- | -------------------------- | -- | -- | --- | -- | -- | --- | --- | -- |
| 9.  | Albrecht-Miskolci VSC-MVSI | 27 | 11 | 2   | 1  | 13 | 46  | 49  | 38 |
| 10. | Palota RSC                 | 27 | 9  | 0   | 1  | 17 | 34  | 58  | 28 |
| 11. | Veszprémi Egyetem SC       | 27 | 5  | 2   | 2  | 18 | 26  | 67  | 21 |
| 12. | Vasi Sport Akadémia        | 27 | 1  | 0   | 4  | 22 | 14  | 78  | 7  |

* M: Mérkőzés Gy: Győzelem GyD: Győzelem döntő szettben VD: Vereség döntő szettben V: Vereség Sz+: Nyert szett Sz-: Vesztett szett P: Pont